# سفارة بروناي في واشنطن العاصمة
سفارة بروناي في واشنطن العاصمة هي البعثة الدبلوماسية لبروناي دار السلام في الولايات المتحدة. تقع في 3520 المحكمة الدولية، شمال غرب ، واشنطن العاصمة ، في حي كليفلاند بارك. 
سفير بروناي هو داتو سربيني علي.  لقد أعلن أن هذه علاقة مهمة بالنسبة لبروني دار السلام، التي يتمتع دستورها بنفوذ غربي كبير.  على سبيل المثال، على الرغم من أن الإسلام هو الديانة الرسمية للبلاد، فإن التسامح هو نقطة محورية مهمة للغاية لسياسة بروني دار السلام. [بحاجة لمصدر]

## روابط خارجية
- الموقع الرسمي